# Parachemmis
Parachemmis is een geslacht van spinnen uit de familie loopspinnen (Corinnidae).

## Soorten
- Parachemmis fuscus Chickering, 1937
- Parachemmis hassleri (Gertsch, 1942)
- Parachemmis manauara Bonaldo, 2000